# XII. (Königlich Sächsisches) Reserve-Korps
Das XII. (Königlich Sächsisches) Reserve-Korps war ein Großverband der Sächsischen Armee im Ersten Weltkrieg.

## Geschichte
Mit der Mobilmachung am 2. August 1914 bei Ausbruch des Ersten Weltkriegs wurde das Korps aufgestellt. Im Verband der 3. Armee unter Generaloberst von Hausen marschierte es in Frankreich ein und kämpfte den gesamten Krieg über an der Westfront.

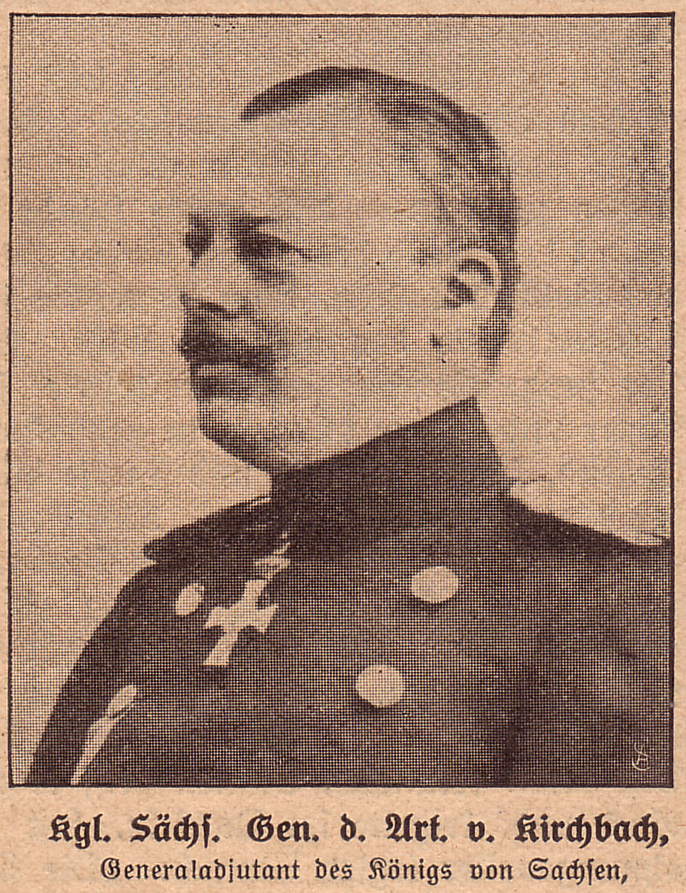
General Hans von Kirchbach

Das Korps unterstand General der Artillerie Hans von Kirchbach, als Generalstabschef fungierte Oberstleutnant von Koppenfels. Aus dem Raum Malmedy antretend, erreichte der Vormarsch durch die wallonische Provinz Lüttich bis zum 20. August den Maas-Abschnitt. Linker Nachbar war das XII. (I. Königlich Sächsisches) Armee-Korps unter General d´Elsa das in Richtung auf Dinant vorging.
Am 23. August wurde der Maas-Übergang erzwungen, am rechten (nördlichen) Flügel der 3. Armee stehend, erkämpfte das Korps mit der 23. Reserve-Division bei Ivoir und Houx den Flussübergang und stieß am folgenden Tag nach Warnant vor. Am linken Flügel hatte das XII. Armeekorps mit der 32. Division den Maasübergang bei Houx vollzogen, während die 23. Division noch bei Dinant rang.
Anfang September folgte das Korps als zweites Treffen dem XII. Armeekorps östlich von Reims südwärts zur Marne nach. Zwischen 6. und 10. September 1914 rang das XII. Reserve-Korps in der Marneschlacht, zusammen mit dem linken Flügel der 2. Armee, dem Gardekorps, versuchte es östlich von Fère-Champenoise im Ringen mit dem französischen XI. Korps (General Eydoux) weiter südwärts vorzudringen. Infolge des Rückzuges der 2. Armee musste auch Hausens Armee die Angriffe abbrechen und am 11. September auf die Linie Mourmelon – Francheville zurückgehen. Vor Beginn der Schlacht an der Aisne ging das Korps über die Vesle nach Norden zurück und bezog an der Linie Prosnes – St. Hilaire zwischen dem X. Reserve-Korps (rechter Nachbar) und dem XIX. Armee-Korps neue Abwehrstellungen in der Champagne.
Am 16. Februar 1915 begann ein Großangriff der französischen 4. Armee in der Winterschlacht in der Champagne, das Korps Kirchbach deckte in der Auberive-Stellung, lag aber nicht im direkten Angriffsfeld.
Ende Juli 1916 wurde das XII. Reserve-Korps der 1. Armee überstellt und löste das abgekämpfte VI. Reserve-Korps (Gruppe Goßler) in der Schlacht an der Somme ab. Die unterstellte 8. bayerischen Reserve-Division und die 23. Reserve-Division übernahmen gegenüber der französischen 6. Armee kurzfristig die Frontlinie Combles – Maurepas bis Clery an der Somme. Das Generalkommando wurde in seiner Befehlsführung bereits nach einer Woche durch das I. Bayerische Reserve-Korps (Fasbender) freigemacht und trat bis zur Ablöse des nördlicher eingesetzten XIII. Armee-Korps in Reserve. Ende August stand die „Gruppe Kirchbach“ mit der neu herangeführten 56. und 111. Infanterie-Division wieder in vorderer Abwehrfront, diesmal beidseitig von Ginchy. Nach dem Anfang September erfolgten Verlust von Ginchy, wurde dieser Abschnitt dem II. Bayerischen Korps übertragen und die Gruppe Kirchbach wieder auf ihren alten Abschnitt am linken Flügel bei Guillemont begrenzt. Mitte September 1916 während des ersten britischen Tankangriffes zwischen Flers und Courcelette hielt die dem Kommando neu unterstellte 185. Infanterie-Division und 54. Reserve-Division den westlichen Frontbogen vor dem bedrohten Combles. Nach dem Verlust des Frontpfeilers Combles und der Wiederankunft des württembergischen XIII. Armee-Korps wurde das im Raum Morval stehende Korpskommando herausgelöst.
Im November 1916 hatte das Korps das IV. Armee-Korps im Raum Arras abgelöst, war der 6. Armee unterstellt und wurde infolge als „Gruppe Arras“ bezeichnet. Dem Kommando waren dabei Mitte Dezember die Führung der 17. Infanterie-Division und der 23. Reserve-Division übertragen worden.
Mitte 1917 bildete das Korps im Hinterland der 4. Armee die „Gruppe Gent“, in der Etappensicherung zeitweilig unterstellt waren dem Generalkommando Mitte Juni die 40. Infanterie-Division und die 10. Bayerische Infanterie-Division. Zwischen 30. August 1917 und 3. Februar 1918 wurde das Kommando als „Gruppe Turya“ bezeichnet, danach folgend zwischen 19. Februar bis 5. Juni als „Gruppe Bensdorf“.
Ab 6. Juni 1918 wurde das Korpskommando unter Führung von Generalleutnant Leuthold als „Gruppe Mihiel“ bezeichnet. Während der Schlacht von St. Mihiel waren dem Kommando die 192. Infanterie-Division, die 5. Landwehr-Division und als Reserve die 31. Infanterie-Division unterstellt. Zusammen mit der „Gruppe Combres“ (Generalkommando V. Armee-Korps) und der „Gruppe Gorze“ (Generalkommando 57) musste der Saint-Mihiel-Bogen vor den französisch-amerikanischen Angriffen aufgegeben werden.

## Gliederung
Das Korps war bei Kriegsbeginn der 3. Armee unterstellt und wie folgt gegliedert:
- 23. Reserve-Division (1. Königlich Sächsische)
  - 45. Reserve-Infanterie-Brigade
  - 46. Reserve-Infanterie-Brigade
  - Sächsische Reserve-Husaren-Regiment
  - Reserve-Feldartillerie-Regiment
  - 4. Kompanie/Pionier-Bataillon Nr. 12
- 24. Reserve-Division (2. Königlich Sächsische)
  - 47. Reserve-Infanterie-Brigade
  - 48. Reserve-Infanterie-Brigade
  - Sächsisches Reserve-Ulanen-Regiment
  - Reserve-Feldartillerie-Regiment Nr. 24
  - 1. und 2. Reserve-Kompanie/Pionier-Bataillon Nr. 12

## Kommandierender General
| Dienstgrad             | Name                        | Datum                                 |
| ---------------------- | --------------------------- | ------------------------------------- |
| General der Artillerie | Hans von Kirchbach          | 02. August 1914 bis 12. Dezember 1917 |
| General der Infanterie | Horst Edler von der Planitz | 15. Dezember 1917 bis 23. Juli 1918   |
| Generalleutnant        | Max Leuthold                | 24. Juli 1918 bis 23. Januar 1919     |